# ゲツセマネの祈り (ラファエロ)
『ゲツセマネの祈り』（ゲツセマネのいのり、伊: Orazione nell'orto, 英: Agony in the Garden）は、盛期ルネサンス期のイタリアの巨匠ラファエロ・サンティが1504年ごろに制作した絵画である。1932年以来、ニューヨークのメトロポリタン美術館に所蔵されている。同じくメトロポリタン美術館に1916年以来所蔵されている『コロンナの祭壇画』の裾絵 (プレデッラ)をなしていた作品の1つで、主題は『新約聖書』「マタイによる福音書」26章などで語られている「受難」を前にしたイエス・キリストの「ゲツセマネの祈り」である。

## 歴史
上述の通り、本作は元来、『コロンナの祭壇画』の一部であった。この祭壇画は、ラファエロがペルージャのサンタントニオ・ディ・パドヴァ (Sant'Antonio di Padova) 女子修道院 (フランシスコ会) の付属聖堂のために制作したものである。祭壇画全体は大きな板絵の上にルネット (半円形の部分) を載せた構成で、板絵の下部の裾絵の部分にはキリストの最後の日々に起きた出来事の順に左から右へ本作『ゲツセマネの祈り』、『十字架の道行き』 (ロンドン・ナショナル・ギャラリー)、『キリストの哀悼』 (イザベラ・スチュアート・ガードナー美術館、ボストン) と続いていた。さらに、フランシスコ会の聖人を描いた『アッシジの聖フランチェスコ』と『パドヴァの聖アントニウス』 (ダリッジ・ピクチャー・ギャラリー) が上記3点の左右両端に配置されていた。1663年、貧窮した修道女たちは、クリスティーナ (スウェーデン女王) にこれらの裾絵を売却し、数年後には祭壇画本体も手放した。

## 作品

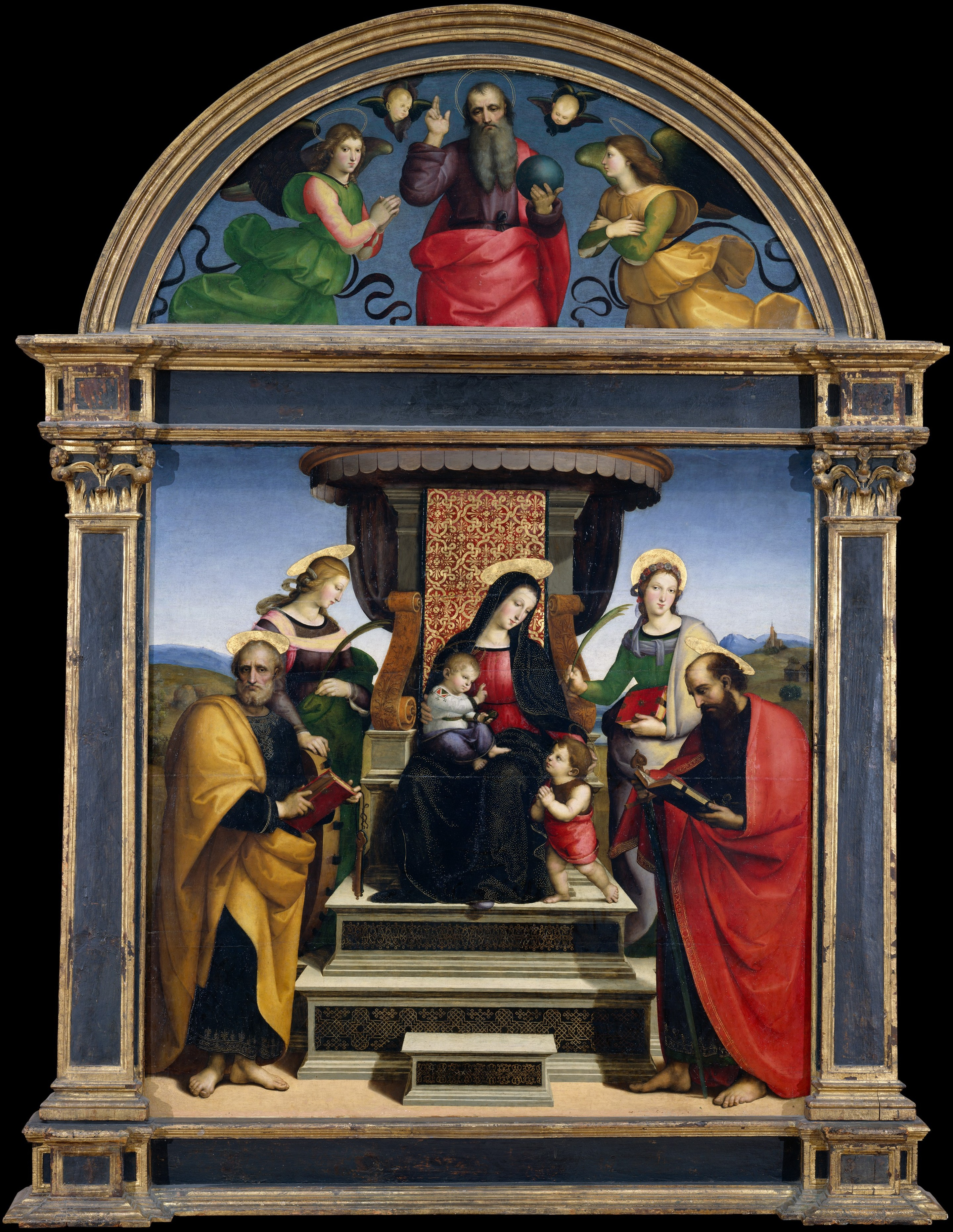
ラファエロ『コロンナの祭壇画』 (1504-1505年ごろ)、メトロポリタン美術館、ニューヨーク

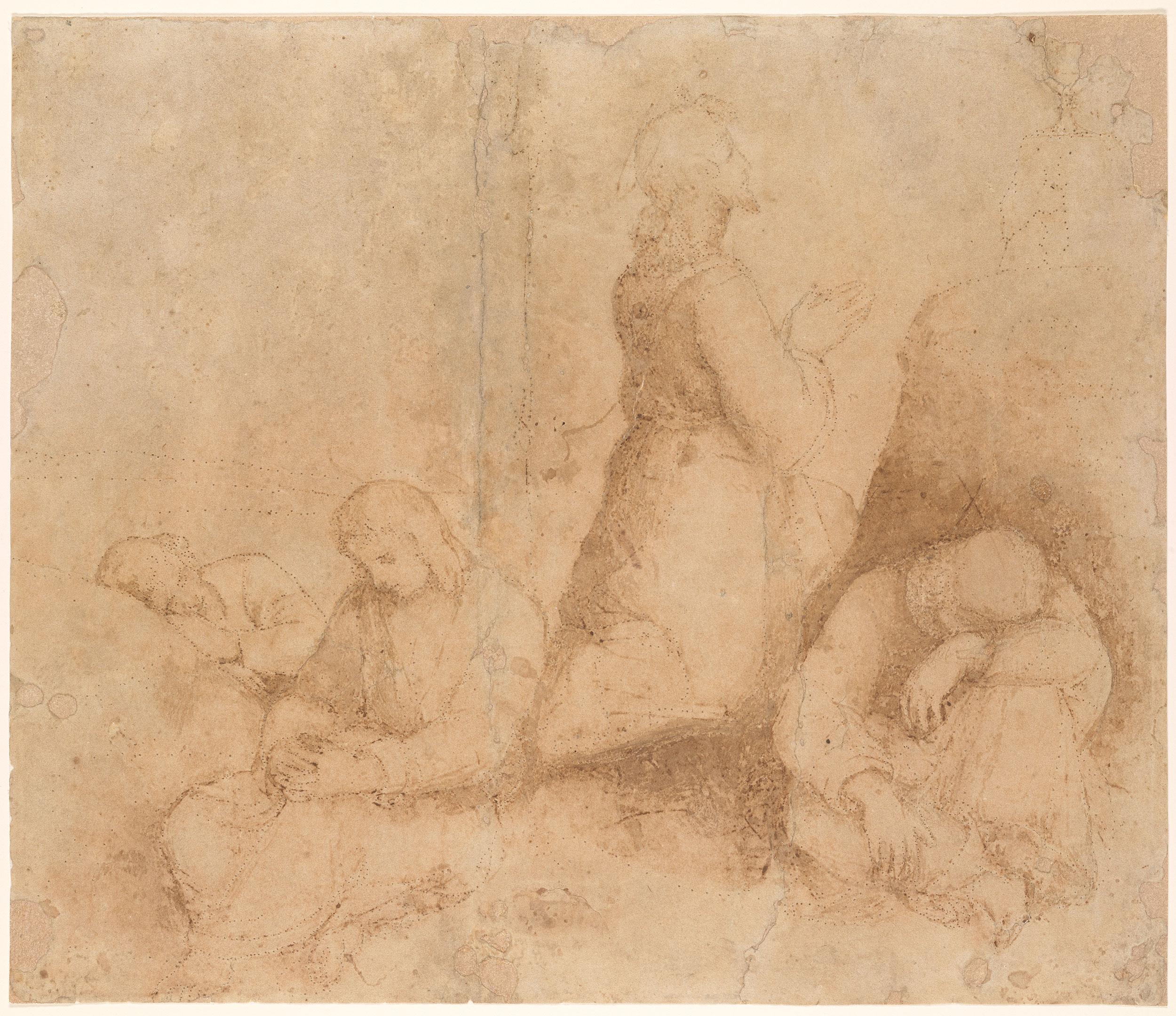
ラファエロの素描『ゲツセマネの祈り』 (1503-1505年ごろ)、モルガン・ライブラリー、ニューヨーク

「マタイによる福音書」 (26章36-46)、「マルコによる福音書」 (14章32-42)、「ルカによる福音書」 (22章39-46) によれば、「最後の晩餐」の後、イエス・キリストは使徒のペテロ、ヤコブ、ヨハネを連れ、オリーブ山の麓にあるゲツセマネの園へ向かう。到着すると、キリストは弟子たちに「起きて祈るように」命じてから、1人少し離れた場所で懸命に祈った。彼は自分が処刑に処せられることを知っており、神の意志のままに従うことに決めていたのである。キリストが祈る間、3人の弟子たちは誘惑に負けて、眠り込む。
画面では、繊細に描かれた風景の中、臆することなく真っすぐに身を起こしたキリストのポーズが眠り込んでリラックスした弟子たちの姿と対照されている。弟子たちのポーズは、慎重な観察にもとづいて描かれている。本作は後世に別の画家により加筆されており、それは右側上部の不釣り合いなほど小さな天使の部分に見て取れる。本来、右端の塚の上にはキリストが人類の罪を贖うために犠牲の死を遂げることになる聖杯が載っていたが、その構図は本作のための準備素描 (モルガン・ライブラリー、ニューヨーク) に見出される。本作における後世の変更は、修道女たちの意向を汲んで行われたのかもしれない。

## 『コロンナの祭壇画』の裾絵
『ゲッセマネの祈り』・『カルヴァリオへの道』・『ピエタ』
『アッシジの聖フランチェスコ』 (左端)・『パドヴァの聖アントニウス』(右端)